# Hèmera
Segons la mitologia grega, Hèmera (en grec antic: Ἡμέρα)va ser, com explica Hesíode, una divinitat primordial, filla de l'Èreb (la Foscor) i de Nix (la Nit), i germana d'Èter (el Cel superior).
És la personificació del dia i, com a tal, reemplaça la seua mare en el cel a temps iguals. És una divinitat femenina, ja que en grec antic dia és un mot femení.